# 漢密爾頓·休姆
汉密尔顿·休姆（Hamilton Hume 1797年6月19日—1873年4月19日）是一名澳大利亚探险家，探索过现在的新南威尔士和维多利亚州，其中最有名的是1824和威廉·霍维尔一起进行的休姆和霍维尔探险。1828年，他和查尔斯·史都特一起成为第一批发现墨累河的欧洲人。

## 生平
他出生于现在澳大利亚新南威尔士州的七山（Seven Hills），是家中长子，父亲安德鲁·汉密尔顿·休姆是新南威尔士的勤务长（Commissary-General）。他在17岁时就开始和弟弟们一起探险，1817年，他加入詹姆斯·米汉（James Meehan）的探险队，此后又曾和约翰·约瑟夫·威廉·莫尔斯沃思·奥克斯利、亚历山大·贝里等人一起探险。

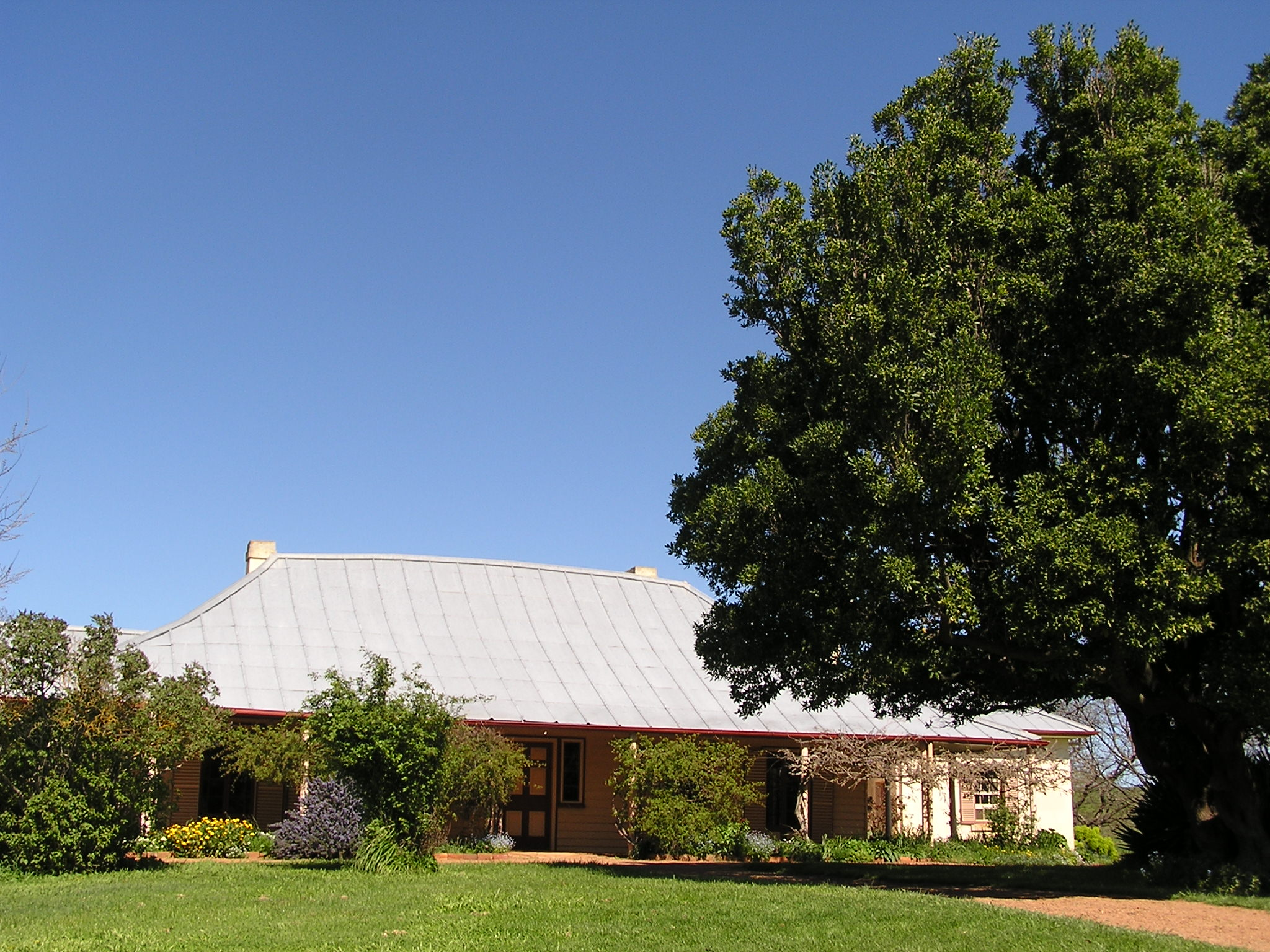
亚斯故居Cooma Cottage

他曾担任新南威尔士州亚斯的裁判官直至在家中去世。

## 纪念

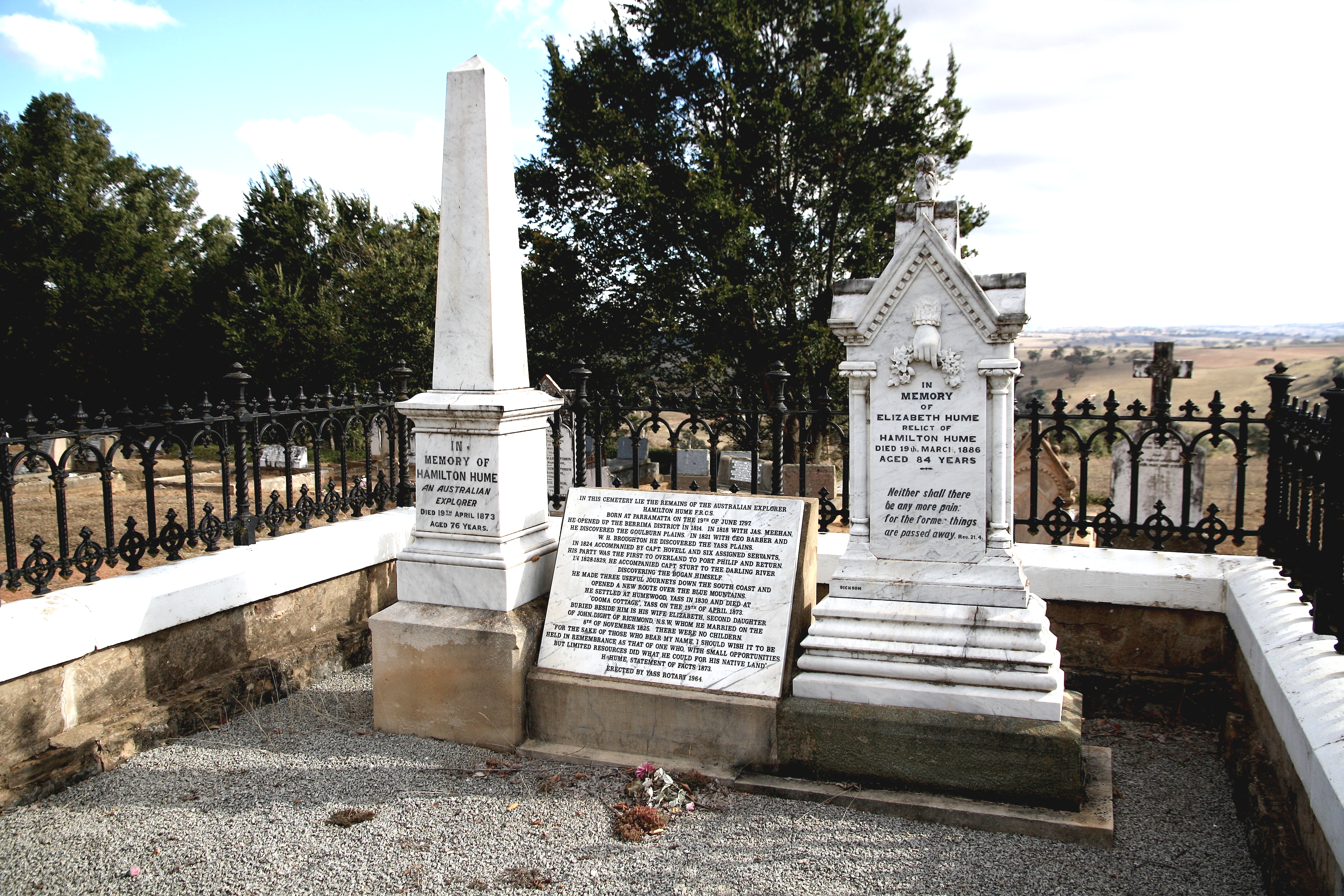
亚斯公墓的墓碑

休姆高速公路、休姆水坝以他的名字命名。1953年至1966年间一澳元纸币曾使用过他和霍维尔的头像。